# Eremoleon cerverai
Eremoleon cerverai is een insect uit de familie van de mierenleeuwen (Myrmeleontidae), die tot de orde netvleugeligen (Neuroptera) behoort. 
Eremoleon cerverai is voor het eerst wetenschappelijk beschreven door Navás in 1921.